# Robin Chapman (judoka)
Robin Chapman (17 de diciembre de 1957) es una deportista estadounidense que compitió en judo. Ganó una medalla de oro en los Juegos Panamericanos de 1983 en la categoría de –61 kg.

## Palmarés internacional
| Juegos Panamericanos | Juegos Panamericanos | Juegos Panamericanos | Juegos Panamericanos |
| Año                  | Lugar                | Medalla              | Categoría            |
| -------------------- | -------------------- | -------------------- | -------------------- |
| 1983                 | Caracas (Venezuela)  | Medalla de oro       | –61 kg               |